# Хорей-Верский сельсовет
Хоре́й-Ве́рский сельсовет — муниципальное образование в Заполярном районе Ненецкого автономного округа.
Административный центр — посёлок Хорей-Вер.

## География
Хорей-Верский сельсовет находится на юго-востоке Заполярного муниципального района. Крупнейшая река в поселении — Колва. Территория сельсовета относится к районам Крайнего Севера и характеризуется сложными природными условиями, суровым полярным климатом.
Расстояние между населёнными пунктами МО «Юшарский сельсовет» Хорей-Вер и Харьягинский — 65 км.

## История
Муниципальное образование «Хорей-Верский сельсовет» было создано в 2005 году. В этом же году Хорей-Верский сельсовет был включён в состав Заполярного района Ненецкого округа.

## Население
| 1999 | 2010 | 2011 | 2012 | 2013 | 2014 | 2015 | 2016 | 2017 |
| ---- | ---- | ---- | ---- | ---- | ---- | ---- | ---- | ---- |
| 937  | ↘739 | ↗759 | ↘712 | ↘692 | ↘661 | ↘650 | ↘645 | ↗651 |
| 2018 | 2019 | 2020 | 2021 | 2023 |      |      |      |      |
| ↗652 | ↗659 | ↘654 | ↘540 | ↘529 |      |      |      |      |

## Состав поселения
- Харьягинский (посёлок) — 0[4]
- Хорей-Вер (посёлок, административный центр) — 739[4]

## Экономика
Основное занятие коренного населения — оленеводство. На территории муниципального образования расположены Харьягинское нефтяное месторождение, Ардалинское нефтяное месторождение и Мусюршорское нефтяное месторождение.